# Oregon (Illinois)
Oregon é uma cidade localizada no estado americano de Illinois, no Condado de Ogle.

## Demografia
Segundo o censo americano de 2000, a sua população era de 4060 habitantes.
Em 2006, foi estimada uma população de 4173, um aumento de 113 (2.8%).

## Geografia
De acordo com o United States Census Bureau tem uma área de
5,5 km², dos quais 5,3 km² cobertos por terra e 0,2 km² cobertos por água. Oregon localiza-se a aproximadamente 216 m acima do nível do mar.

## Localidades na vizinhança
O diagrama seguinte representa as localidades num raio de 20 km ao redor de Oregon.